# 애니콜 노리 F2
애니콜 노리 F2(Anycall Nori F2)는 삼성전자가 2011년 4월에 출시한 폴더형 휴대 전화이다. .

## 세부 모델
세부 모델 및 각 모델별 차이는 아래와 같다.
| 모델명    | 통신사   |
| --------- | -------- |
| SHW-A280S | SK텔레콤 |
| SHW-A280K | KT       |
| SHW-A280L | LG U+    |